# Teretrurus sanguineus
Teretrurus sanguineus is een slang uit de familie schildstaartslangen (Uropeltidae).

## Naam en indeling
Teretrurus sanguineus werd voor het eerst wetenschappelijk beschreven door Richard Henry Beddome in 1867. De soort behoorde lange tijd tot het geslacht Plectrurus, waardoor de verouderde wetenschappelijke naam in de literatuur wordt gebruikt. Het was lange tijd de enige soort uit het monotypische geslacht Teretrurus, tot in 2017 de soort Brachyophidium rhodogaster tot dit geslacht werd gerekend.

## Verspreiding en habitat
De soort komt voor in delen van Azië en leeft endemisch in India. De habitat bestaat uit tropische en subtropische bergbossen, tropische en subtropische hoger gelegen graslanden en plantages, zoals die van teak en kardemom.

## Beschermingsstatus
Door de internationale natuurbeschermingsorganisatie IUCN is de beschermingsstatus 'veilig' toegewezen (Least Concern of LC).